# KS Victoria – Rolnicki Machowa
KS Victoria – Rolnicki Machowa – polski klub żużlowy z Machowej. Pierwszy w historii prywatny klub żużlowy w Polsce. Jego założycielem i właścicielem był Piotr Rolnicki. Zespół istniał w latach 1992–1993. W tym czasie dwukrotnie przystąpił do rozgrywek II ligi żużlowej, w której zajął 7. pozycję w sezonie 1992, natomiast w sezonie 1993 został wycofany z ligi po 4 kolejkach, po czym został rozwiązany. Od tego czasu, mimo planów reaktywacji jego działalności, nigdy do tego nie doszło i Victoria nie wróciła już do udziału w żadnych rozgrywkach.

## Historia

### Geneza i powstanie klubu

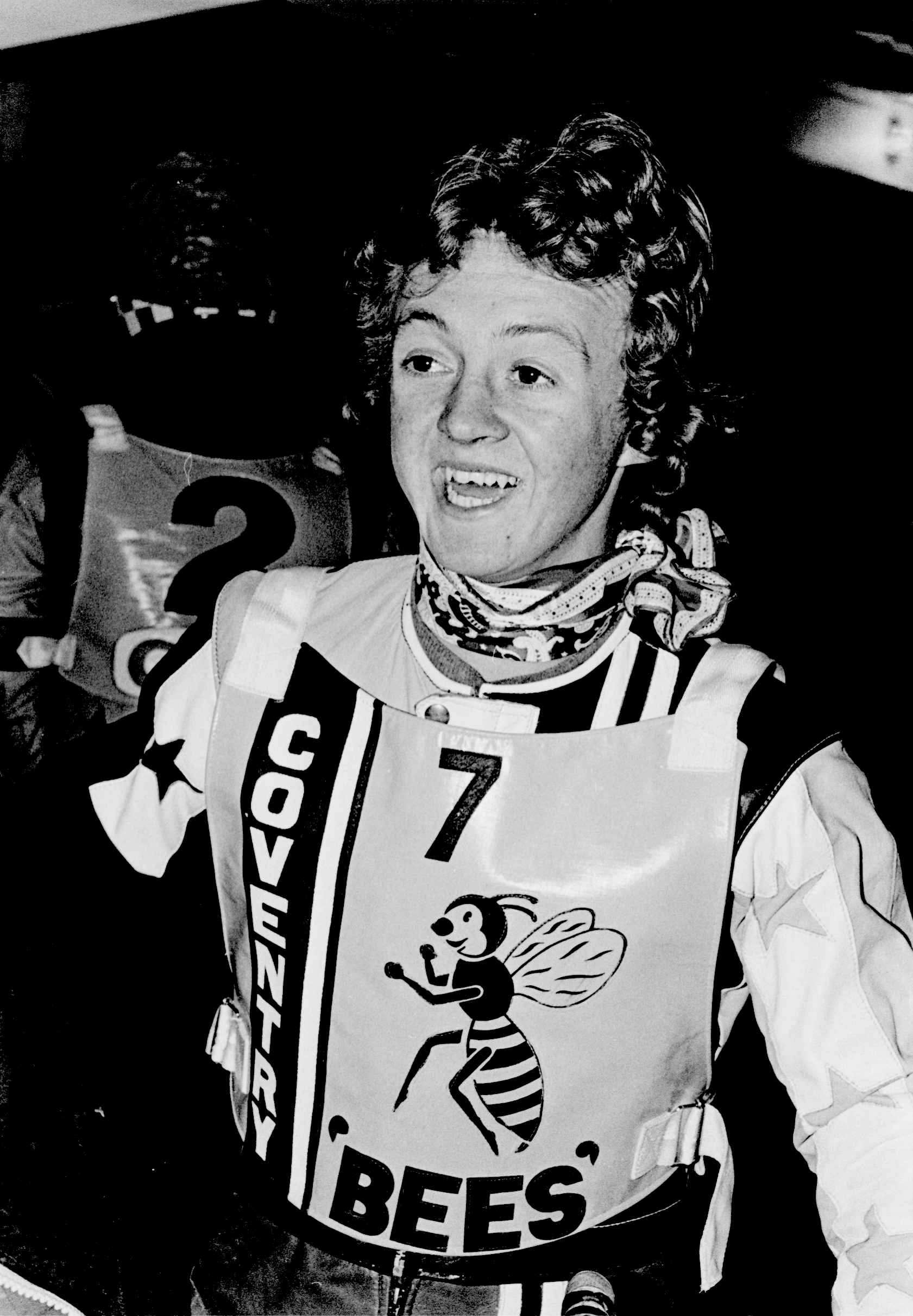
Mitch Shirra był jednym z zawodników, którzy przeszli do utworzonego w Machowej klubu z drużyny Unii Tarnów

Przed 1992 rokiem Piotr Rolnicki był sponsorem Unii Tarnów. W sezonie 1991 klub z Tarnowa do historycznej nazwy Unia dołączył człon Rolnicki, występując w rozgrywkach ówczesnej I ligi (najwyższy poziom ligowy) jako Unia–Rolnicki Tarnów. Był to pierwszy przypadek w historii Unii, gdy w nazwie tego klubu pojawiła się nazwa sponsora. Po zakończeniu sezonu 1991 doszło do konfliktu między Piotrem Rolnickim a działaczami Unii Tarnów. Jego powodem była różnica zdań na temat dalszego funkcjonowania sekcji żużlowej w tarnowskim klubie. Pierwsze informacje o konflikcie tym pojawiły się w styczniu 1992 roku. Ostatecznie obie strony nie doszły do porozumienia, w związku z czym Piotr Rolnicki zrezygnował z dalszego sponsorowania Unii Tarnów i postanowił założyć własny klub żużlowy.
Początkowo Rolnicki zamierzał założyć nowy klub w Tarnowie. W tym celu prowadził negocjacje z kilkoma tarnowskimi klubami sportowymi w celu udostępnienia mu przez nie swoich stadionów. Chciał zmodernizować i dostosować do ówczesnych wymogów rozgrywania zawodów żużlowych stadion klubu ZKS Tamel Tarnów lub obiekt KS Błękitnych Tarnów. Ostatecznie jednak nie doszedł do porozumienia z zarządcami żadnego z tych obiektów i zdecydował się założyć klub w miejscowości, w której mieszkał (w Machowej) oraz wybudować w niej nowy stadion żużlowy, na terenie należącej do niego działki.

### Sezon 1992: Debiut
Prace nad budową stadionu w Machowej rozpoczęły się na przełomie lutego i marca 1992 roku, tuż po ustąpieniu śniegu i mrozów. Obiekt otworzono w maju tego samego roku, po niespełna trzech miesiącach budowy. Rolnicki zatrudnił w Victorii część osób, które w poprzednim sezonie związane były z drużyną Unii Tarnów – trenera Stanisława Kępowicza, trzech mechaników oraz kilku działaczy i pracowników klubu. Poza tym zatrudnił także zawodników, którzy w sezonie 1991 reprezentowali zespół z Tarnowa: Polaków – Sławomira Troninę, Andrzeja Bykiewicza, Grzegorza Rempałę i Piotra Ziębę oraz obcokrajowców – Nowozelandczyka Mitchella Shirrę i Brytyjczyka Jeremy'ego Doncastera. W składzie drużyny z Machowej znalazł się także Piotr Styczyński, który wcześniej przez cztery sezony (1987–1990) był zawodnikiem tarnowskiej Unii oraz junior Paweł Jachym, który został wypożyczony z tarnowskiego klubu. Poza tym w składzie Victorii znaleźli się także dwaj Australijczycy – Troy Butler i Shane Parker oraz dwaj polscy seniorzy – Dariusz Bieda i Dariusz Rachwalik, a także wypożyczony junior – Jarosław Nowak.
Przed rozpoczęciem sezonu ligowego Victoria Rolnicki Machowa rozegrała kilka sparingów – między innymi z KKŻ-em Krosno (wygrany 61:29) i trójmecz z pierwszym oraz drugim składem klubu Yawal Częstochowa. Z racji niedokończonej budowy stadionu w Machowej do czasu jego otwarcia w maju 1992 roku Victoria mecze, w których pełniła rolę gospodarza rozgrywała na innych obiektach.

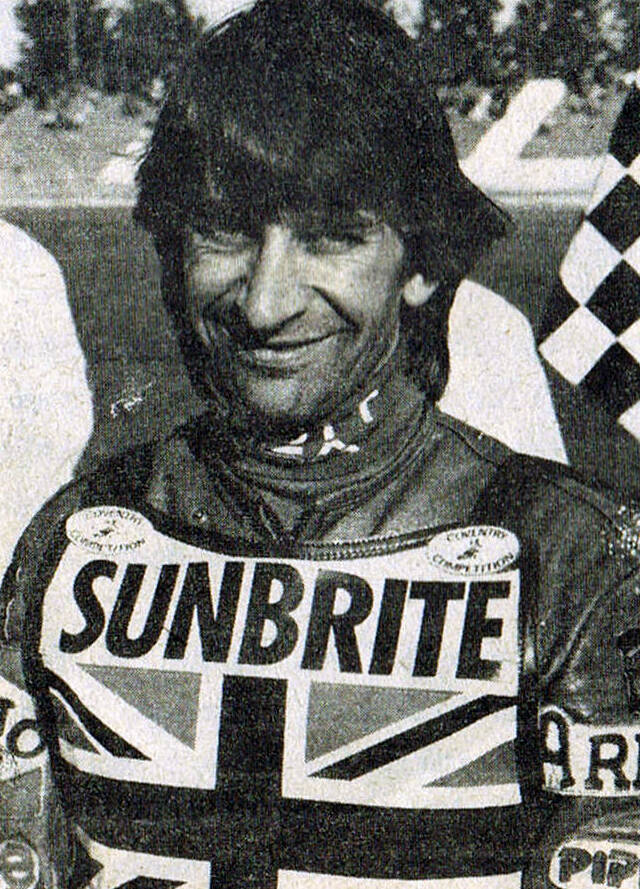
Jeremy Doncaster zdobył najwięcej punktów w ligowym debiucie Victorii

29 marca Victoria zadebiutowała w rozgrywkach ligowych. W meczu 1. kolejki II ligi podejmowała rezerwy Sparty Wrocław. Mecz rozegrano na stadionie MOSiR Bystrzyca w Lublinie. Spotkanie to zakończyło się zwycięstwem klubu z Machowej 59:31.
2 kwietnia w ramach rundy wstępnej rozgrywek drużynowego Pucharu Polski na żużlu Victoria zmierzyła się z Unią Leszno, występując w pierwszym meczu między oboma zespołami rozegranym na stadionie MOSiR Bystrzyca w Lublinie jako gospodarz. Mecz zakończył się zwycięstwem zespołu z Leszna 54:36.
5 kwietnia w ramach 2. kolejki II ligi Victoria rozegrała swój pierwszy wyjazdowy mecz ligowy. W Grudziądzu rywalizowała z tamtejszym GKM-em. Mecz zakończył się zwycięstwem gospodarzy 46:44, mimo wygranej drużyny z Machowej ostatniego, 15. biegu 4:2.
Zaplanowany na 9 kwietnia mecz rewanżowy rundy wstępnej Drużynowego Pucharu Polski nie doszedł do skutku, gdyż zespół z Machowej nie pojechał do Leszna, przegrywając tym samym spotkanie walkowerem w stosunku 0:40. Powodem takiej decyzji był zdekompletowany skład Victorii. W związku z tym klub z Machowej odpadł z dalszej rywalizacji w tych rozgrywkach.
20 kwietnia, w meczu 3. kolejki II ligi Victoria pełniła rolę gospodarza w meczu z ROW-em Rybnik. Spotkanie to, rozegrane na stadionie żużlowym w Krośnie, zakończyło się porażką drużyny z Machowej 35:55.
1 maja, w 4. kolejce ligowej, Victoria zdobyła pierwszy w historii punkt za mecz, w którym pełniła rolę gościa, remisując 45:45 z Iskrą Ostrów Wielkopolski.
14 maja 1992, w ramach 6. kolejki ligowej, Victoria rozegrała spotkanie z Polonią Piła. Był to pierwszy mecz żużlowy, który odbył się na obiekcie w Machowej. Właściciel klubu zdecydował, że spotkanie to widzowie będą mogli obejrzeć za darmo. W związku z tym spotkało się ono z dużym zainteresowaniem widzów, których według różnych szacunków przybyło od kilku do nawet 10 tysięcy. W efekcie na odcinku kilku kilometrów zablokowana została przebiegająca w pobliżu obiektu droga krajowa nr 4, a część widzów oglądała mecz przebywając w parku maszyn. Ostatecznie mecz ten zakończył się zwycięstwem drużyny z Piły 45:44.
W dalszej części sezonu ligowego drużyna Victorii większość rozgrywanych na własnym obiekcie spotkań wysoko wygrywała, a te, w których występowała na wyjeździe także wysoko przegrywała. Jedynie trzykrotnie zdarzyło się, by wynik był odwrotny – 28 czerwca, w 12. kolejce, Start Gniezno zwyciężył w Machowej 56:34, 19 lipca, w 14. kolejce, Unia Leszno także wygrała w Machowej 45:43, a 26 lipca, w 15. kolejce, Victoria pokonała na wyjeździe Śląsk Świętochłowice 54:36.
Pozostałe mecze ligowe w sezonie 1992 przebiegały zgodnie z powyższym schematem – Victoria pokonała na własnym obiekcie Kolejarz Opole (49:41), KKŻ Krosno (52:38), GKM Grudziądz (66:22), Iskrę Ostrów Wielkopolski (68:22) i Śląsk Świętochłowice (61:29), a na wyjeździe przegrała z ROW-em Rybnik (22:68), Unią Leszno (25:65), Startem Gniezno (22:68), Polonią Piła (38:52), Kolejarzem Opole (31:58), KKŻ-em Krosno (24:65) i Spartą II Wrocław (33:57).
W sumie w sezonie ligowym 1992 Victoria Machowa wygrała 7 meczów, 1 zremisowała i 12 przegrała. Ostatecznie klub z Machowej został sklasyfikowany na 7. miejsce w II lidze.

### Sezon 1993: Wycofanie z rozgrywek i rozwiązanie klubu
Przed sezonem 1993 z klubu odeszła większość zawodników, która reprezentowała jego barwy w poprzednich rozgrywkach, a także dotychczasowy trener – Stanisław Kępowicz. Właściciel drużyny, Piotr Rolnicki, wypożyczył jednak ze Stali Rzeszów pięciu żużlowców, a w składzie drużyny z Machowej znaleźli się także między innymi Robert Przygódzki i Vladimír Kalina.
Ostatecznie Victoria Rolnicki Machowa została zgłoszona do udziału w rozgrywkach II ligi. W 1. kolejce zespół z Machowy przegrał na wyjeździe z KKŻ-em Krosno 36:54. Z racji na nieparzystą liczbę zespołów (w II lidze w sezonie 1993 występowało 11 drużyn) w 2. kolejce Victoria pauzowała. W 3. serii spotkań, ponownie na wyjeździe, drużyna przegrała ze Śląskiem Świętochłowice 36:54, co później okazało się być jedynym zwycięstwem drużyny ze Świętochłowic w całym sezonie. W 4. kolejce Victoria, tym razem na własnym stadionie, przegrała z Wandą Kraków 33:57.
Po rozegraniu trzech spotkań ligowych w sezonie 1993 Victoria Machowa została wycofana z dalszego udziału w rozgrywkach. Powodem takiej decyzji były problemy finansowe klubu i jej właściciela. Piotr Rolnicki wycofując klub z rozgrywek zapowiadał, że wkrótce powróci on do występów ligowych, jednak ostatecznie do tego nigdy nie doszło. Po wycofaniu klubu wszystkie jego wyniki ligowe w sezonie 1993 zostały anulowane. Klub wycofał się także z udziału w drużynowym Pucharze Polski na żużlu, oddając walkowerem 0:40 oba mecze z Apatorem Toruń, a także z mistrzostw Polski par klubowych, nie przystępując do półfinałów tych zawodów i młodzieżowych drużynowych mistrzostw Polski, nie przystępując do 1. rundy tych rozgrywek.

## Stadion

### Historia

#### Okres działalności Victorii

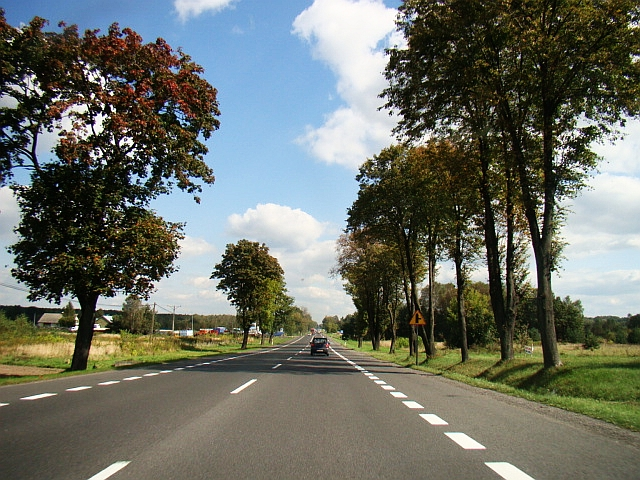
Fragment drogi krajowej nr 4 przebiegający przez Machową, w pobliżu którego zlokalizowany był stadion

Stadion żużlowy w Machowej powstał w 1992 roku, a jego budowa trwała około trzech miesięcy. Jako trybuny wykorzystywano niskie, ziemne wały wokół toru, a także przyczepę ciężarówki (o pojemności kilkudziesięciu osób), która pełniła rolę głównej trybuny, umiejscowionej przy prostej startowej. Budynki techniczne, takie jak szatnie, sanitariaty, czy biuro zawodów znajdowały się kilkaset metrów za stadionem, na terenie należącym do firmy Piotra Rolnickiego.
Pierwszy mecz na stadionie żużlowym w Machowej rozegrano 14 maja 1992, gdy Victoria rozegrała spotkanie II ligi z Polonią Piła, a uroczysta inauguracja obiektu nastąpiła 31 maja tego samego roku, podczas drugoligowego meczu Victorii ze Śląskiem Świętochłowice. Właściciel Victorii zdecydował, że podczas pierwszego meczu z Polonią Piła widzowie będą mogli go obejrzeć za darmo. W związku z tym spotkanie to spotkało się z dużym zainteresowaniem widzów, których według różnych szacunków przybyło od kilku do nawet 10 tysięcy. W efekcie na odcinku kilku kilometrów zablokowana została przebiegająca w pobliżu obiektu droga krajowa nr 4, część widzów oglądała mecz przebywając w parku maszyn.

#### Po upadku klubu
Po zakończeniu działalności przez klub Victoria Rolnicki Machowa tor był wykorzystywany sporadycznie. Jeszcze w 1993 roku organizowano na nim egzamin na licencję żużlową, a także Turniej o Srebrny Kask 1993 (przerwany po 18. biegu z powodu zapadających ciemności).
Od tego czasu stadion nie był wykorzystywany regularnie. Sporadycznie trenowali na nim pojedynczy zawodnicy, a na obiekcie letnie zgrupowania organizował tarnowski trener miniżużla Bogusław Nowak. Pod koniec XX wieku próbowano reaktywować tor do stałego użytku. Zorganizowano wówczas (w 1999 roku) półfinał Turnieju o Brązowy Kask 1999, a także finał polskich eliminacji do indywidualnych mistrzostw Europy juniorów.
W 2003 roku z toru zaczęła korzystać grupa żużlowców–amatorów z Tarnowa i Rzeszowa, którym tor nieodpłatnie użyczał jego właściciel. Ostatnie wzmianki o korzystaniu przez nich z obiektu w Machowej pochodzą z 2008 roku, a od tego czasu stadion niszczeje.
Od tego czasu do 2013 roku stadion nie był użytkowany. Tor częściowo zarósł trawą, a drewniane bandy wokół niego w niektórych miejscach uległy zniszczeniu. Ostatecznie jesienią 2013 roku obiekt został zlikwidowany i zrównany z ziemią.

### Charakterystyka
Tor żużlowy w Machowej był stosunkowo krótki, a jego długość wynosiła 285 metrów, co czyniło go najkrótszym torem żużlowym w Polsce. Długość toru stawiała wysokie wymagania wobec jeżdżących na nim żużlowców, a zatem bardzo dobrze nadawała się do szkolenia zawodników. Zdaniem ekspertów różnił się on znacznie od innych torów żużlowych w kraju, będąc typowo technicznym, wymagającym głównie jazdy przy krawężniku (od strony wewnętrznej toru). Często stawało się to przyczyną upadków żużlowców. Obiekt ten porównywany był do toru żużlowego na starym stadionie Wembley.

## Osiągnięcia

### Liga
| Sezon | Rozgrywki ligowe | Rozgrywki ligowe | Rozgrywki ligowe | Uwagi                        |
| Sezon | Liga             | Liga             | Miejsce          | Uwagi                        |
| ----- | ---------------- | ---------------- | ---------------- | ---------------------------- |
| 1992  | II               | II liga          | 7/11             |                              |
| 1993  | II               | II liga          | –                | Klub wycofał się z rozgrywek |

| Poziom ligowy | Liczba sezonów | Sezony |
| ------------- | -------------- | ------ |
| II            | 1              | 1992   |

### Drużynowy Puchar Polski
| Sezon | Runda   | Przeciwnik   | Dom   | Wyjazd | Wynik |
| ----- | ------- | ------------ | ----- | ------ | ----- |
| 1992  | 1 runda | Unia Leszno  | 36–54 | 0–40   | 36–94 |
| 1993  | 1 runda | Apator Toruń | 0–40  | 0–40   | 0–80  |

### Zawody parowe

#### Mistrzostwa Polski par klubowych na żużlu
| Sezon | Runda      | Skład                                                   | Miejsce | Punkty |
| ----- | ---------- | ------------------------------------------------------- | ------- | ------ |
| 1992  | Eliminacje | 1. Sławomir Tronina 2. Dariusz Rachwalik 3. –           | 1       | 23     |
| 1992  | Finał      | 1. Piotr Styczyński 2. Grzegorz Rempała 3. Paweł Jachym | 7       | 7      |

#### Młodzieżowe mistrzostwa Polski par klubowych na żużlu
| Sezon | Runda      | Skład                                                 | Miejsce | Punkty |
| ----- | ---------- | ----------------------------------------------------- | ------- | ------ |
| 1992  | Eliminacje | 1. Grzegorz Rempała 2. Paweł Jachym 3. Jarosław Nowak | 1       | 23     |
| 1992  | Finał      | 1. Grzegorz Rempała 2. Paweł Jachym 3. –              | 6       | 14     |

### Zawody indywidualne

#### Indywidualne mistrzostwa Polski
| Sezon | Runda       | Zawodnik         | Miejsce | Punkty |
| ----- | ----------- | ---------------- | ------- | ------ |
| 1992  | Ćwierćfinał | Grzegorz Rempała | 12      | 5      |
| 1992  | Ćwierćfinał | Piotr Styczyński | 16      | 1      |
| 1992  | Ćwierćfinał | Paweł Jachym     | 13      | 4      |

#### Młodzieżowe indywidualne mistrzostwa Polski
| Sezon | Runda    | Zawodnik         | Miejsce | Punkty |
| ----- | -------- | ---------------- | ------- | ------ |
| 1992  | Półfinał | Grzegorz Rempała | 13      | 4      |
| 1992  | Półfinał | Paweł Jachym     | 2       | 13     |
| 1992  | Finał    | Paweł Jachym     | 13      | 4      |

#### Złoty Kask
| Sezon | Runda      | Zawodnik         | Miejsce | Punkty |
| ----- | ---------- | ---------------- | ------- | ------ |
| 1992  | Eliminacje | Grzegorz Rempała | 3       | 12     |
| 1992  | Eliminacje | Paweł Jachym     | 4       | 11+3   |
| 1992  | Eliminacje | Piotr Styczyński | 5       | 11+2   |
| 1992  | Eliminacje | Sławomir Tronina | –       | 3      |
| 1992  | Eliminacje | Piotr Zięba      | –       | 3      |
| 1992  | Finał      | Paweł Jachym     | 13      | 4      |
| 1992  | Finał      | Grzegorz Rempała | 15      | 4      |

#### Srebrny Kask
| Sezon | Runda    | Zawodnik         | Miejsce | Punkty |
| ----- | -------- | ---------------- | ------- | ------ |
| 1992  | Półfinał | Grzegorz Rempała | 6       | 10     |
| 1992  | Finał    | Grzegorz Rempała | 12      | 4      |

#### Brązowy Kask
| Sezon | Runda    | Zawodnik       | Miejsce | Punkty |
| ----- | -------- | -------------- | ------- | ------ |
| 1992  | Półfinał | Jarosław Nowak | 7       | 7      |
| 1992  | Półfinał | Paweł Jachym   | –       | 5      |
| 1992  | Finał    | Jarosław Nowak | 10      | 5      |